# Chiesa di Sant'Eusebio (Pisano)
La chiesa di sant'Eusebio è la parrocchiale di Pisano, in provincia e diocesi di Novara; fa parte del unità pastorale del Vergante.

## Storia
L'originaria chiesetta pisanese era di piccole dimensioni; fu ampliata nel 1567, anno in cui venne eretta a parrocchiale da Carlo Borromeo, che la rese autonoma dalla matrice di San Giorgio Martire di Nebbiuno.
L'edificio fu interessato da un intervento di rifacimento nel XVII secolo, allorché si provvide a trasformarlo in stile barocco; il protiro venne invece aggiunto nel 1767.

## Descrizione

### Facciata
La facciata a capanna della chiesa, rivolta a nordovest e preceduta dal protiro caratterizzato da due colonne tuscaniche sorreggenti archi a tutto sesto, è tripartita da quattro lesene, anch'esse di ordine tuscanico, ed è coronata dal timpano di forma triangolare.
Annesso alla parrocchiale è il campanile a base quadrata, suddiviso in più registri da cornici marcapiano; la cella presenta una monofora su ogni lato ed è coronata dalla guglia piramidale.

### Interno

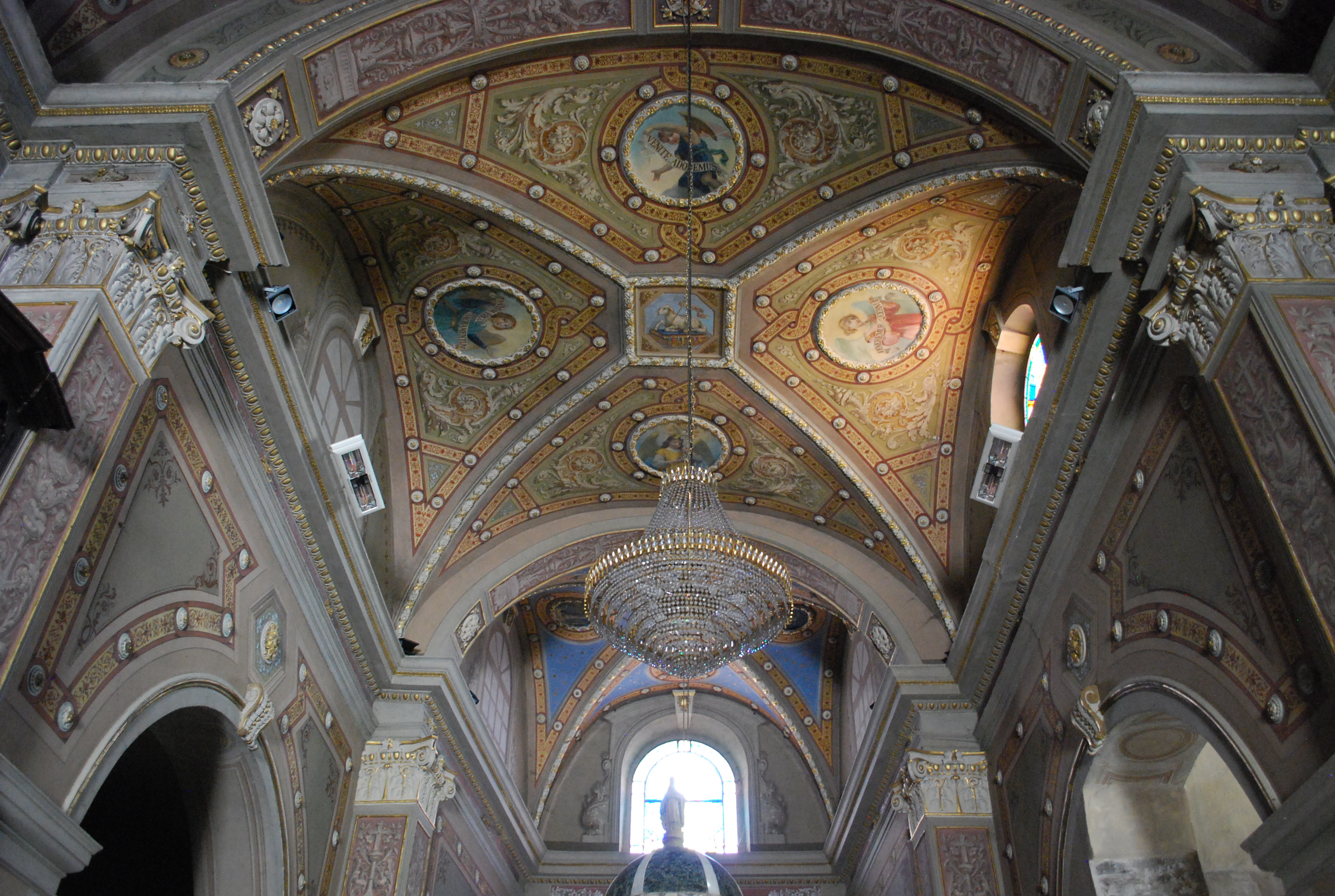
L'interno

L'interno dell'edificio si compone di un'unica navata, sulla quale si affacciano le cappelle laterali e le cui pareti sono scandite da lesene sorreggenti la trabeazione; al termine dell'aula si sviluppa il presbiterio, a sua volta chiuso dall'abside quadrata.
Qui sono conservate diverse opere di pregio, tra le quali l'affresco ritraente le Virtù Teologali, risalente al XVII secolo, l'altare di Sant'Eusebio, costruito nel 1839, l'affresco con soggetto Sant'Eusebio, dipinto nel 1762, i due affreschi raffiguranti l'Immacolata Concezione e il Sacro Cuore di Gesù, eseguiti da Luigi Morgari, l'altare della Madonna del Rosario e le decorazioni della volta, realizzati tra il 1856 e il 1859 da Luigi Mazzucchelli.